# Paul di Resta

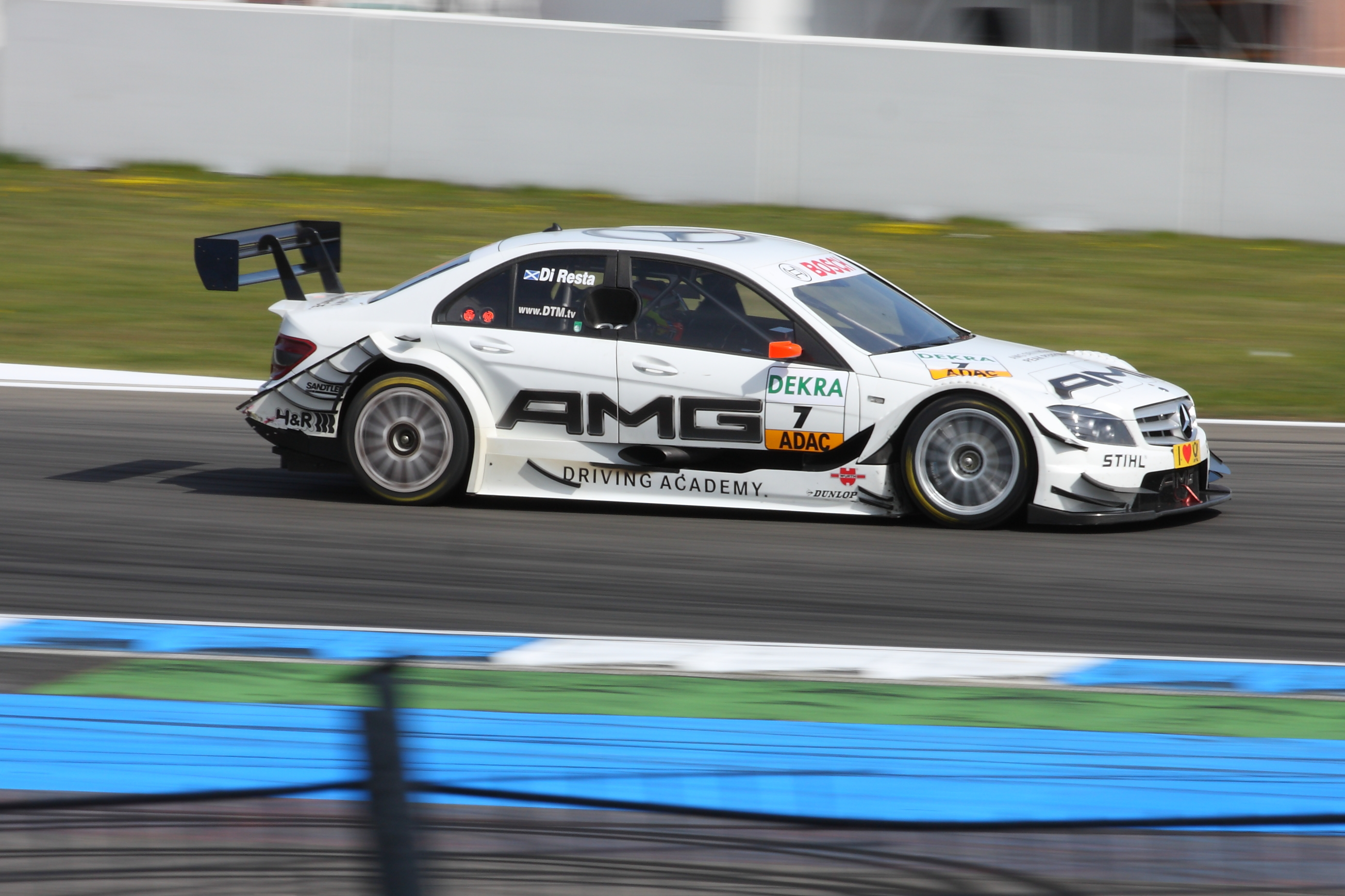
Paul di Resta blev mästare i DTM 2010.

Paul di Resta, född 16 april 1986 i West Lothian, Skottland, är en skotsk professionell racerförare och fabriksförare för Mercedes-AMG i bland annat DTM.

## Racingkarriär
Di Resta vann F3 Euroseries 2006 och flyttade sedan till DTM och Mercedes-Benz. Efter ett fantastiskt debutår i en två år gammal bil fick han till 2008 en ny bil. Han tackade för förtroendet genom att stå på pallen i sitt tredje race, och vinna det fjärde, och hänga med i toppen under inledningen av säsongen.
Di Resta bytte som regerande DTM-mästare 2010 till Formel 1 2011 och stall Force India.

## F1-karriär
| Säsong                | Stall/Tillverkare     | Placering             | Lopp | Poäng | Etta | Tvåa | Trea | Pole | Varv |
| --------------------- | --------------------- | --------------------- | ---- | ----- | ---- | ---- | ---- | ---- | ---- |
| 2011                  | Force India-Mercedes  | 13                    | 19   | 27    | 0    | 0    | 0    | 0    | 0    |
| 2012                  | Force India-Mercedes  | 14                    | 20   | 46    | 0    | 0    | 0    | 0    | 0    |
| 2013                  | Force India-Mercedes  | 12                    | 19   | 48    | 0    | 0    | 0    | 0    | 0    |
| 2017                  | Williams-Mercedes     | NC                    | 1    | 0     | 0    | 0    | 0    | 0    | 0    |
| Sammanlagt 4 säsonger | Sammanlagt 4 säsonger | Sammanlagt 4 säsonger | 59   | 121   | 0    | 0    | 0    | 0    | 0    |